# Teatro comunale Francesco-Cilea
Pour les articles homonymes, voir Teatro comunale.

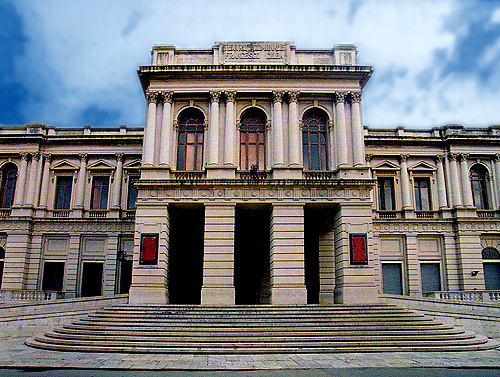
La façade du Teatro comunale Francesco-Cilea de Reggio de Calabre.

Le Teatro comunale Francesco-Cilea est l'opéra de Reggio de Calabre qui porte le nom de Francesco Cilea, un compositeur calabrais.

## Situation
Situé en face du Palais Saint-Georges, il occupe une zone comprise entre le cours Garibaldi et la rue Catholique des Grecs au sud, tandis qu'au nord-est il est délimité par la rue du Torrione et la rue Osanna. 

## Architecture
Construit en 1931, il comprend 1 500 places assises.